# Abacetini
Los abacetinos (Abacetini) son una tribu de coleópteros adéfagos  perteneciente a la familia Carabidae.

## Géneros
Tiene los siguientes géneros:
| - Abacetus - Abacidus - Aristopus - Celioinkosa - Chlaeminus - Colpodichius - Cosmodiscus - Cyrtomoscelis - Distrigidius - Ecnomolaus | - Haptoderidius - Haptoderodes - Holconotus - Inkosa - Mateuellus - Metabacetus - Metaxellus - Metaxys - Novillidius - Oodinkosa - Ophonichius | - Pediomorphus - Pioprosopus - Pollicobius - Prostalomus - Pseudabacetus - Pterostillichus - Rhagadillius - Tiferonia - Trachelocyphoides - Trachelocyphus |